# SC Farense
Sporting Clube Farense ist ein portugiesischer Fußballverein aus Faro. Er ist einer der ältesten und traditionsreichsten Vereine der Algarve. Die Vereinsfarben sind schwarz-weiß.

## Geschichte
Der Verein wurde am 1. April 1910 als zweiter Filialverein von Sporting Lissabon gegründet. Der Club spielte viele Jahre in hohen Spielklassen. Während der Jahre 1970–1976, 1983–1985, 1986–1989 und 1990–2002 nahm man am Spielbetrieb der höchsten nationalen Spielklasse, der Primeira Liga teil.
Der größte Erfolg in der Vereinsgeschichte ist die Teilnahme 1990 am Finale des nationalen Pokalwettbewerbs, des Taça de Portugal, das man gegen den CF Estrela Amadora verlor. In der Saison 1994/95 konnte man sich als Fünftplatzierter für den UEFA-Pokal 1995/96 qualifizieren, schied jedoch in der Saison 1995/1996 nach zwei 0:1-Niederlagen in der ersten Runde gegen Olympique Lyon aus. Zurzeit (Stand: Saison 2018/19) spielt der Verein in der zweitklassigen Segunda Liga.

## Europapokalbilanz
| Saison  | Wettbewerb | Runde    | Gegner         | Gesamt | Hin     | Rück    |
| ------- | ---------- | -------- | -------------- | ------ | ------- | ------- |
| 1995/96 | UEFA-Pokal | 1. Runde | Olympique Lyon | 0:2    | 0:1 (H) | 0:1 (A) |

Gesamtbilanz: 2 Spiele, 2 Niederlagen, 0:2 Tore (Tordifferenz −2)

## Kader Saison 2024/25
| Nr. |           | Position | Name            |
| --- | --------- | -------- | --------------- |
| 1   | Brasilien | TW       | Kaique Pereira  |
| 22  | Portugal  | TW       | Miguel Carvalho |
| 33  | Portugal  | TW       | Ricardo Velho   |
| 47  | Brasilien | TW       | Kauan Firmino   |
| 2   | Brasilien | AB       | Paulo Victor    |
| 3   | Spanien   | AB       | Marco Moreno    |
| 4   | Portugal  | AB       | Artur Jorge     |
| 5   | Portugal  | AB       | Tomás Ribeiro   |
| 28  | Brasilien | AB       | Pastor          |
| 31  | Brasilien | AB       | Derick Poloni   |
| 34  | Brasilien | AB       | Raúl Silva      |
| 44  | Brasilien | AB       | Lucas Áfrico    |
| 70  | Kap Verde | AB       | Rivaldo         |
| 6   | Brasilien | MF       | Neto            |

| Nr. |               | Position | Name           |
| --- | ------------- | -------- | -------------- |
| 8   | Portugal      | MF       | Zé Carlos      |
| 21  | Portugal      | MF       | Filipe Soares  |
| 29  | Brasilien     | MF       | Claudio Falcão |
| 80  | Portugal      | MF       | Samuel Justo   |
| 93  | Portugal      | MF       | Miguel Menino  |
| 7   | Guinea-Bissau | ST       | Elves Baldé    |
| 9   | Portugal      | ST       | Tomané         |
| 10  | Gambia        | ST       | Yusupha Njie   |
| 11  | Spanien       | ST       | Álex Bermejo   |
| 14  | Spanien       | ST       | Darío Poveda   |
| 19  | Portugal      | ST       | Rui Costa      |
| 20  | Portugal      | ST       | Rony Lopes     |
| 77  | Portugal      | ST       | Marco Matias   |

Letzte Aktualisierung: 18. Juni 2025

## Spieler
- Peter Barnes (1988)
- Hassan Nader (1992–1995, 1997–2004)
- Peter Rufai (1994–1997)
- Lucian Marinescu (1999–2000)
- Ricardo Vaz Tê (19??–2003) Jugend
- Bruno Alves (2002–2003)